# نادي سيرا ماكينسي
نادي سيرا ماكينسي لكرة القدم (Serra Macaense Futebol Clube) هو فريق من مدينة ماكاي ، ولاية ريو دي جانيرو، تأسس في 29 ديسمبر 1992. كان يُعرف سابقًا باسم ماكاي (Macaé).